# Stazione di Kenkyū-gakuen
La stazione di Kenkyū-gakuen (研究学園駅?, Kenkyū-gakuen-eki) è una stazione ferroviaria situata nella città di Tsukuba della prefettura di Ibaraki, in Giappone ed è servita dalla linea Tsukuba Express.

## Linee
MIRC
● Tsukuba Express

## Struttura
La stazione, inaugurata nel 2005 è costituita da due binari su viadotto serviti da due marciapiedi laterali con porte di banchina installate a protezione.
| 1 | ● Tsukuba Express | per Tsukuba                        |
| 2 | ● Tsukuba Express | per Moriya, Kita-Senju e Akihabara |

## Stazioni adiacenti
| «                   | Servizio                | »               |
| Tsukuba Express     | Tsukuba Express         | Tsukuba Express |
| ------------------- | ----------------------- | --------------- |
| Bampaku-kinenkōen   | Locale Rapido Sezionale | Tsukuba         |
| Moriya              | Rapido pendolari        | Tsukuba         |
| Il Rapido non ferma |                         |                 |